# SAM Coupé
SAM Coupé — 8-разрядный домашний компьютер, выпущенный в Великобритании компанией Miles Gordon Technology (MGT) в 1989 году. Компьютер мог эмулировать ZX Spectrum 48 и позиционировался в качестве обновления для него.

## Технические характеристики
- Процессор: Z80B на частоте 6 МГц
- ОЗУ: 256 КБ, возможно внутреннее расширение до 512 КБ и внешнее расширение до 4 МБ; память блоками по 16 КБ проецировалась в четыре блока адресного пространства процессора, переключение через порт ввода-вывода
- Видеорежимы:
  - режим 4: 256×192, линейный фреймбуфер, 4 бита на пиксел (16 цветов) = 24 КБ
  - режим 3: 512×192, линейный фреймбуфер, 2 бита на пиксел (4 цвета) = 24 КБ
  - режим 2: 256×192, линейный фреймбуфер, 1 бит на пиксел, плюс 32×192 отдельных атрибутов на каждый блок 8×1 пикселов = 12 КБ
  - режим 1: 256×192, отдельные атрибуты, нелинейный фреймбуфер совместимый с ZX Spectrum = 6,75 КБ
- Звук: 6-канальный стерео-звук, генерируемый чипом Philips SAA 1099

«SAM Coupé» построен на микропроцессоре Z80B, работающем на тактовой частоте 6 МГц, и имеет ASIC-микросхему, подобную ULA в ZX Spectrum. Доступное процессору адресное пространство в 64 КБ разделено на четыре блока по 16 КБ, в которые, используя порты ввода-вывода, можно включать различные блоки ОЗУ. В базовой модели на плате размещалось 256 КБ ОЗУ, которые можно было увеличить до 512 КБ; помимо этого, память можно было наращивать дополнительными блоками по 1 МБ, максимум 4 таких блока. Основным носителем данных была компакт-кассета, также была возможность установки в корпус одного или двух приводов гибких дисков 3½ дюйма. Микросхема Philips SAA 1099 предоставляла шестиканальный стереозвук с диапазоном в 8 октав.

## Режим совместимости с ZX Spectrum
Эмуляция ZX Spectrum ограничивалась эмуляцией версии с 48 КБ памяти. При этом в нижние 16 КБ включалась копия ZX Spectrum ROM и видео переключалось в режим 1, в котором частота процессора снижалась. ZX Spectrum ROM не поставлялся с машиной, его нужно было получить с реального ZX Spectrum.
Поскольку скорость работы процессора не была точно такой же как в оригинале, не работали загрузчики в некоторых играх. Для решения этой проблемы было создано устройство Messanger, которое могло сохранить состояние памяти подключенного к нему ZX Spectrum на диск SAM Coupé. Messanger подключался к порту расширения Spectrum и к сетевому порту SAM Coupé.
Модель памяти ZX Spectrum 128 несовместима с моделью памяти SAM Coupé, звуковые чипы также отличаются. Тем не менее, некоторые игры удавалось конвертировать для работы с SAM Coupé.